# Sandro Bazadze
Sandro Bazadze (in georgiano სანდრო ბაზაძე?; Tbilisi, 29 luglio 1993) è uno schermidore georgiano, specializzato nella sciabola. È il primo schermidore georgiano a vincere una medaglia ai mondiali di scherma.

## Palmarès
- Mondiali

Il Cairo 2022: bronzo nella sciabola individuale.
Milano 2023: argento nella sciabola individuale.
Tbilisi 2025: oro nella sciabola individuale.
- Europei

Tbilisi 2017: bronzo nella sciabola individuale.
Novi Sad 2018: bronzo nella sciabola individuale.
Düsseldorf 2019: bronzo nella sciabola individuale.
Adalia 2022: oro nella sciabola individuale.